# Monte Neiglier
Il Monte Neiglier (2.786 m s.l.m. - detto anche Monte Neiller) è una montagna delle Alpi Marittime, sita interamente in territorio francese a sud del Mont Ponset.
Il nome pare far riferimento all'innevamento. Geologicamente è costituita da gneiss.

## Accesso alla vetta
La via di salita più facile e consueta si svolge sul versante meridionale, su pietraie e un breve tratto finale di arrampicata facile (I grado).